# St. Marien (Eisenach)

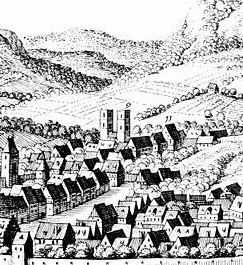
Dom 1647 nach Merian

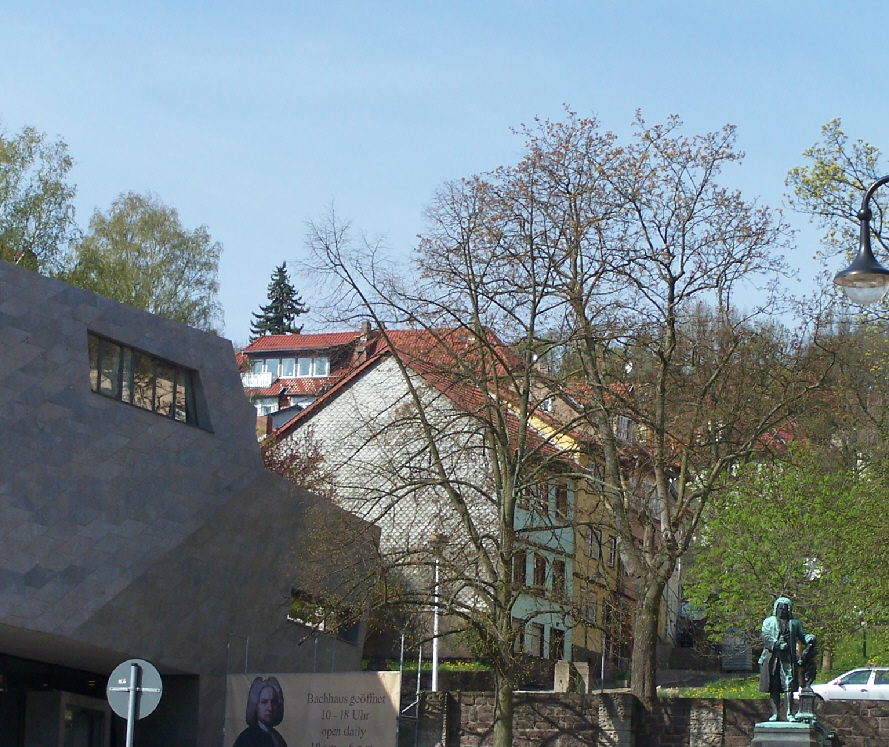
Standort vom Dom St. Marien

Der Dom St. Marien befand sich auf dem Frauenberg in Eisenach, unmittelbar über dem Eisenacher Bachhaus.

## Geschichte

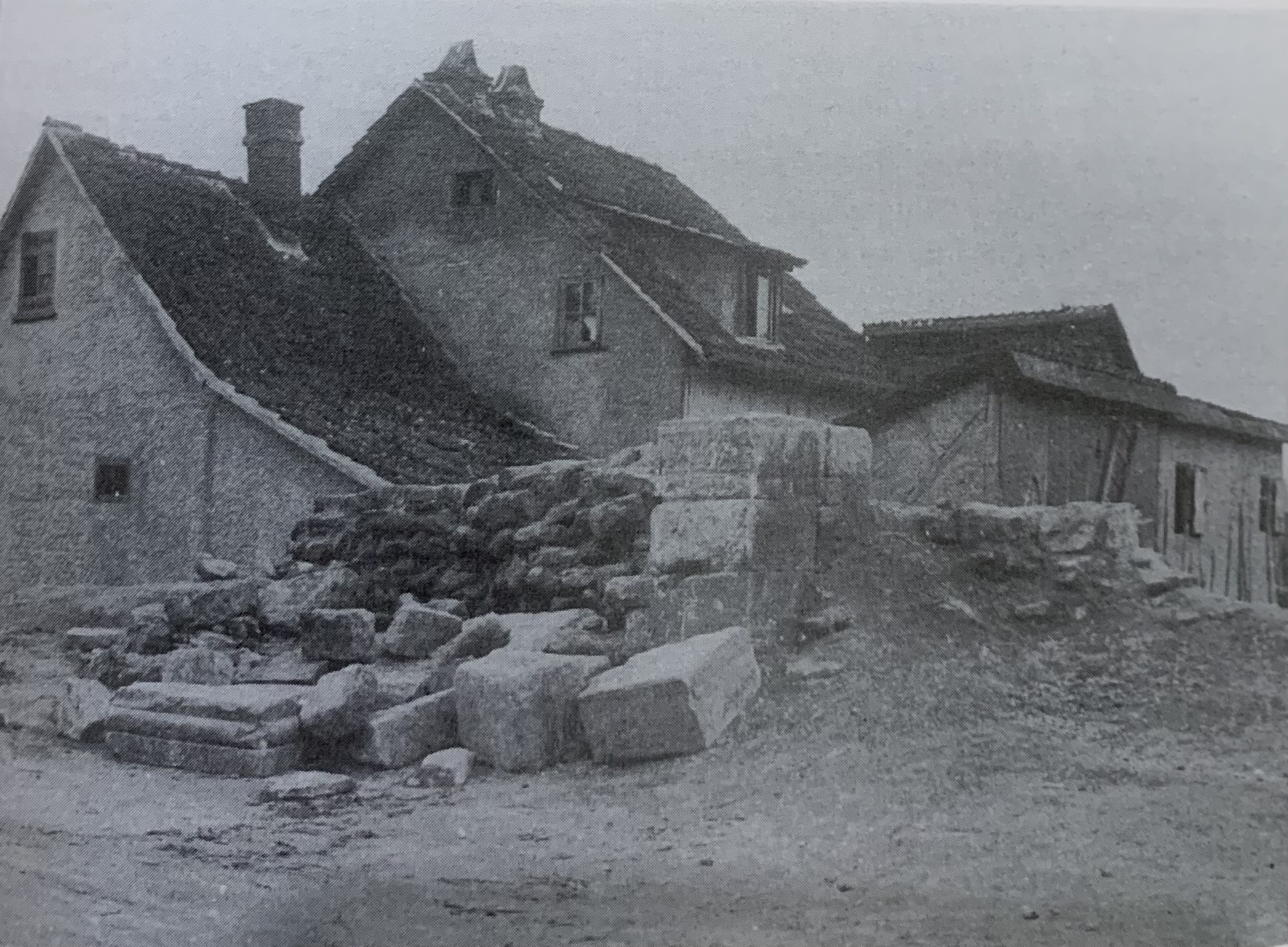
Reste des Doms in der Stadtmauer bei deren Abbruch, 1885

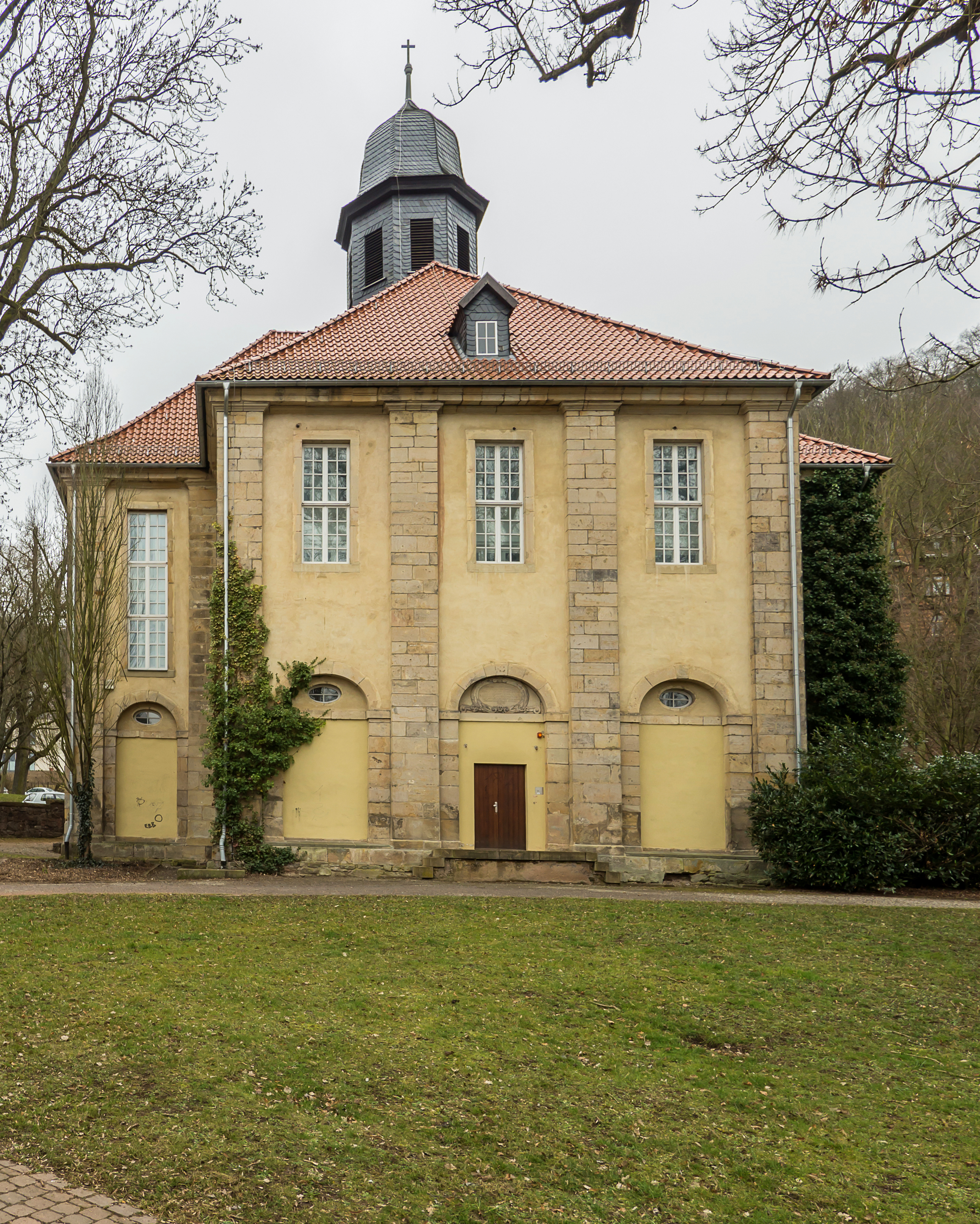
Die Kreuzkirche besteht aus Abbruchmaterial des Doms

Landgraf Albrecht förderte in seiner Stadt Eisenach eine Stätte der Marienverehrung. Es schwebte ihm das Erfurter Chorherrenstift mit seinem prächtigen Dom vor, deshalb führte er 1294 einen Grundstückstausch durch. Den Rittern vom Deutschen Orden, welche in Eisenach seit Mitte des 13. Jahrhunderts eine Niederlassung und Grundbesitz um die Marien- oder Frauenkirche besaßen, übertrug er das Patronat der Margarethenkirche in Gotha. Für die Frauenkirche setzte er sogleich den Dekan und das Kapitel zu Großburschla als Patron ein. Der Landgraf bedachte sein Augustiner-Chorherrenstift Beatae Mariae Virginis mit reichen Schenkungen.
Der Dom stand oben am Frauenplan, oberhalb des heutigen Bachhauses. Breite Steintreppen führten hinauf zum vielleicht noch romanischen Chor, der von zwei Türmen mit Portalen flankiert war. Ursprünglich besaß die Kirche zwei Westtürme, die in die Stadtmauer (heute Domstraße) eingebunden waren. Diese wurden jedoch bereits 1306 aus wehrtechnischen Gründen abgetragen. 1388 wurde der erste der beiden Türme – nun allerdings im Osten – wiedererrichtet, gefolgt vom zweiten Turm im Jahr 1392, der jedoch ohne Turmhaube blieb. Dieser Zustand ist noch auf der Stadtansicht von Matthäus Merian aus dem Jahr 1647 erkennbar. An die Kirche war eine Fronleichnamskapelle angebaut. Der Sakralbau bestand aus dem gelblichen „Madelunger Sandstein“ (Rhätsandstein), der auch für die Wartburg und Gebäude in Madelungen als Baumaterial verwendet wurde. Er stammte wahrscheinlich aus den Sandsteinbrüchen der Madelunger und Ütterodaer Flur (Oberer Keuper – ko1).
Der Frauenplan war von Häusern nach unten frei, dagegen stand weiter oben das Stiftsbrauhaus (nach der Reformation bis 1610 fürstliches Brauhaus) und ein Brunnen, den die Stiftsherren als eine Entschädigung für die abgerissenen Türme von der Stadt bekommen hatten. Hier befanden sich auch Brotbänke; der Platz war ursprünglich ein Marktplatz. Oben waren rechter Hand Wohnungen der Stiftsherren, weiter nach links die Schule, die Johannes Rothe eine Zeit lang leitete, links von der Kirche das Kirchnerhaus und der Friedhof.
Jetzt ist vom Dom an Ort und Stelle keine Spur mehr zu sehen, auch die Stufen, die Ende des 17. Jahrhunderts noch zu bemerken waren, sind verschwunden.
Steine der verbliebenen Türme des Domes wurden 1691 beim Bau der Kreuzkirche im Bereich des Fundaments verwendet, jedoch dabei derart bearbeitet, dass keine Merkmale mehr an die Stiftskirche erinnern. Als Zeugnis dient lediglich eine am Nordportal der barocken Kirche angebrachte lateinische Inschrift aus der Erbauungszeit, übersetzt:

„Dieses Gotteshaus, Gott und der Nachwelt geweiht, hat aus den Resten der Thürme des Kollegiatstifts Unser Lieben Frauen, welches Albert der Entartete errichtet hatte, im Sinne des schmerzlich betrauerten Herzogs von Sachsen, Johann Georgs I., sein Sohn, desselben Namens der zweite, mit seiner gottergebenen Mutter Johannetter begonnen mit der Grundsteinlegung am 27. Mai 1692 und gegen Ende des Jahres 1693 glücklich vollendet“

Bei Schachtarbeiten auf dem Frauenplan fanden sich 1883 einige Skelette, die vom einstigen Friedhof stammten, der sich zeitweilig auf dem Frauenplan befunden hatte.
Archäologische Grabungen im Bereich der oberen Rittergasse und des Philosophenwegs legten 1995–96 Reste einstiger Bebauung frei; der unmittelbare Standort des Domes wurde aber nicht erreicht.